# Lac Golden
Le lac Golden est un plan d'eau situé dans le comté de Renfrew en Ontario, au Canada. Il constitue en fait une excroissance de la rivière Bonnechère à environ 25 km au sud-ouest de Pembroke. Elle est délimitée par le canton de North Algona-Wilberforce, le canton de Bonnechere Valley et la réserve algonquine de Pikwàkanagàn.
Le lac est composé de trois sections, dont la plus grande section se trouve à son extrémité ouest, adjacente à une section légèrement plus petite à l'est et enfin à une section beaucoup plus petite à l'extrémité est, où il continue en tant que rivière Bonnechère.
Le lac Golden est réputé pour sa pêche à l'achigan à petite bouche et au grand brochet, et la plupart de son fond est lisse et sablonneux. Le lac tire son nom des taches de pyrite que l'on peut voir scintiller au fond du lac près de la rive. Non loin du lac Golden se trouve le lac Doré, dont le toponyme signifie « Golden » en français.